# Playa Los Caracas
La playa Los Caracas, la cual se encuentra a unos 12 kilómetros de la población de Anare, es una playa ubicada en el estado La Guaira, de Venezuela.

## Historia
La playa Los Caracas, se encuentra ubicada en un antiguo complejo turístico de los años 50 denominado Ciudad Vacacional de Los Caracas. Fue ideada por el arquitecto Carlos Raúl Villanueva y su equipo. El levantamiento topográfico fue realizado por Julio Plaza del departamento de la Dirección de Edificios del Ministerio de Obras Públicas (MOP). Ciudad modelo inaugurada el 13 de agosto de 1955 por el general Marcos Pérez Jiménez como sitio de descanso para los trabajadores sin fines de lucro. Estaba constituida por una serie de amplias casas equipadas, una iglesia, distintos espacios deportivos, varios hoteles, dispensario médico, mercados de víveres, restaurantes, etc. 
Con el pasar de los años este complejo turístico fue paulatinamente abandonado por los distintos gobiernos de la época. Recientemente se están haciendo reparaciones en las distintas áreas de la misma y actualmente cuenta con 44 cabañas y 4 hoteles en pleno funcionamiento bajo la administración del Instituto Nacional de Capacitación y Recreación para los trabajadores INCRET.

## Turismo
La cercana localidad de Los Caracas se halla en la carretera de la costa. En 1995 se reconstruyó algo del complejo turístico para ofrecer a los trabajadores venezolanos un lugar de descanso y disfrute para sus familias. La playa se encuentra en la entrada del pueblo que lleva el mismo nombre. Tiene aproximadamente 50m x 5m, la coloración de la arena es blanca y son frecuentes las olas elevadas. Junto a la playa hay un prado con diversidad de árboles. Esta playa es la favorita de los turistas que aprecian la práctica del deporte surf y windsurf. Por su oleaje y fuertes corrientes marinas la playa se considera peligrosa para aquellos visitantes que no sepan nadar.